# Czarne sombrero
Czarne sombrero – napisana w konwencji westernu powieść Adama Bahdaja, której akcja toczy się na Dzikim Zachodzie w stanie Kolorado. Wydana po raz pierwszy przez Wydawnictwo „Śląsk” w 1970, z ilustracjami Jerzego Moskala. Głównym bohaterem książki jest Ron Hogan.